# Цілинний степ біля с. Григорівка
Цілинний степ біля с. Григорівка — ландшафтний заказник місцевого значення, розташований неподалік від села Григорівка Красногвардійського району, АР Крим. Створений відповідно до Постанови ВР АРК № 913-2/2000 від 16 лютого 2000 року.

## Загальні відомості
Землекористувачем є Янтарненська сільська рада, площа 208 гектарів. Розташований за 2 км на захід від села Григорівка Красногвардійського району, на двох земельних ділянках, у тому числі ділянка № 1 — в районі діючого кар'єру пильного вапняку і № 2 — північно-західніше, за 1 км від ділянки № 1.
Заказник створений із метою збереження реліктових нерозораних ділянок степового ландшафту.